# Nicholas Lechmere
Nicholas Lechmere (1613-1701), de Hanley Castle, dans le Worcestershire, est un juge anglais et député.

## Biographie
Neveu de Thomas Overbury, il fait ses études au Wadham College d’Oxford et est admis au barreau en tant que membre du Middle Temple en 1641. Au début de la guerre civile, il prend parti pour le Parlement et, en 1648, est élu député Bewdley. Il est présent à la bataille de Worcester en 1651. Après l'expulsion du Long Parlement, il représente Worcester dans les trois parlements élus du Protectorat et reprend sa place pour Bewdley dans la brève résurrection du Parlement croupion.
Après la restauration de Charles II, il n'est pas revenu au Parlement, mais poursuit sa carrière juridique. Il a déjà été procureur général du Duché de Lancastre à partir de 1654 et est conseiller en 1655. Il devient lecteur du Middle Temple en 1669. En 1689, il est nommé sergent, Chevalier et élevé au banc des juges en tant que baron de l'Échiquier, rôle qu'il conserve jusqu'en 1700. Il meurt au château de Hanley le 30 avril 1701.

## Famille
En 1642, il épouse Penelope Sandys, fille d'Edwin Sandys, de Northbourne, dans le Kent, avec sa quatrième épouse, Catherine, quatrième fille de Richard Bulkeley de Beaumaris, père de Thomas vicomte Bulkeley de Cashel. Par elle, il a deux fils, Edmund et Sandys. Son petit-fils, Nicolas, également avocat, est solliciteur général et procureur général et est élevé à la pairie sous le nom de baron Lechmere en 1721.